# Décathlon aux Jeux olympiques d'été de 1996
Pour un article plus général, voir Athlétisme aux Jeux olympiques d'été de 1996.
Navigation
Barcelone 1992 Sydney 2000
L'épreuve du décathlon aux Jeux olympiques de 1996 s'est déroulée les 31 juillet et 1er août 1996 au Centennial Olympic Stadium d'Atlanta, aux États-Unis. Elle est remportée par l'Américain Dan O'Brien.

## Résultats

### Finale
| Rang               | Athlète                | Pays             | Performances | Performances | Performances | Performances | Performances | Performances | Performances | Performances | Performances | Performances | Points |
| ------------------ | ---------------------- | ---------------- | ------------ | ------------ | ------------ | ------------ | ------------ | ------------ | ------------ | ------------ | ------------ | ------------ | ------ |
| Rang               | Athlète                | Pays             | 100 m        | Longueur     | Poids        | Hauteur      | 400 m        | 110 m haies  | Disque       | Perche       | Javelot      | 1 500 m      | Points |
| Médaille d'or      | Dan O'Brien            | États-Unis       | 10.50        | 7.57         | 15.66        | 2.07         | 46.82        | 13.87        | 48.78        | 5.00         | 66.90        | 4:45.89      | 8824   |
| Médaille d'argent  | Frank Busemann         | Allemagne        | 10.60        | 8.07         | 13.60        | 2.04         | 48.34        | 13.47        | 45.04        | 4.80         | 66.86        | 4:31.41      | 8706   |
| Médaille de bronze | Tomáš Dvořák           | Tchéquie         | 10.64        | 7.60         | 15.82        | 1.98         | 48.29        | 13.79        | 46.28        | 4.70         | 70.16        | 4:31.25      | 8664   |
| 4                  | Steve Fritz            | États-Unis       | 10.90        | 7.77         | 15.31        | 2.04         | 50.13        | 13.97        | 49.84        | 5.10         | 65.70        | 4:38.26      | 8644   |
| 5                  | Eduard Hämäläinen      | Biélorussie      | 10.85        | 7.48         | 16.32        | 1.98         | 46.91        | 13.95        | 49.62        | 5.00         | 57.66        | 4:34.68      | 8613   |
| 6                  | Erki Nool              | Estonie          | 10.65        | 7.88         | 14.01        | 2.01         | 47.26        | 15.03        | 42.98        | 5.40         | 65.48        | 4:43.36      | 8543   |
| 7                  | Robert Změlík          | Tchéquie         | 10.83        | 7.64         | 13.53        | 1.95         | 49.55        | 14.17        | 43.44        | 5.40         | 67.20        | 4:38.45      | 8422   |
| 8                  | Ramil Ganiyev          | Ouzbékistan      | 10.84        | 7.61         | 14.71        | 2.13         | 49.14        | 14.88        | 44.86        | 5.20         | 53.70        | 4:42.74      | 8318   |
| 9                  | Antonio Peñalver       | Espagne          | 10.95        | 7.27         | 16.91        | 2.07         | 50.41        | 14.35        | 48.92        | 4.70         | 57.08        | 4:37.71      | 8307   |
| 10                 | Chris Huffins          | États-Unis       | 10.47        | 7.49         | 15.57        | 2.04         | 48.83        | 14.10        | 48.72        | 4.70         | 60.62        | 5:14.36      | 8300   |
| 11                 | Christian Plaziat      | France           | 10.85        | 7.82         | 14.85        | 2.04         | 49.07        | 14.52        | 45.34        | 4.90         | 52.18        | 4:35.00      | 8282   |
| 12                 | Jón Arnar Magnússon    | Islande          | 10.67        | 7.28         | 15.52        | 1.95         | 47.17        | 14.22        | 43.78        | 4.80         | 61.10        | 4:46.97      | 8274   |
| 13                 | Michael Smith          | Canada           | 11.08        | 7.47         | 16.97        | 1.95         | 51.97        | 14.78        | 49.54        | 5.00         | 64.34        | 4:43.81      | 8271   |
| 14                 | Frank Müller           | Allemagne        | 10.95        | 7.25         | 14.69        | 1.95         | 49.05        | 14.86        | 45.90        | 5.10         | 66.10        | 4:37.50      | 8253   |
| 15                 | Sebastian Chmara       | Pologne          | 11.28        | 7.75         | 14.51        | 2.10         | 48.75        | 14.59        | 42.60        | 4.90         | 54.84        | 4:26.96      | 8249   |
| 16                 | Kamil Damašek          | Tchéquie         | 10.86        | 7.22         | 15.51        | 2.01         | 47.35        | 14.94        | 42.66        | 4.90         | 55.84        | 4:26.86      | 8229   |
| 17                 | Sébastien Levicq       | France           | 11.17        | 7.16         | 14.05        | 1.92         | 50.55        | 14.50        | 45.00        | 5.40         | 64.42        | 4:29.50      | 8192   |
| 18                 | Marcel Dost            | Pays-Bas         | 10.87        | 7.21         | 13.91        | 1.95         | 48.19        | 14.52        | 41.92        | 5.20         | 57.76        | 4:38.81      | 8111   |
| 19                 | Francisco Javier Benet | Espagne          | 10.95        | 7.30         | 13.91        | 1.98         | 48.67        | 14.36        | 44.30        | 4.80         | 59.44        | 4:36.04      | 8107   |
| 20                 | Dirk-Achim Pajonk      | Allemagne        | 10.67        | 7.50         | 14.46        | 1.95         | 48.81        | 14.79        | 41.94        | 4.50         | 54.16        | 4:21.62      | 8045   |
| 21                 | Jack Rosendaal         | Pays-Bas         | 11.24        | 7.33         | 13.59        | 2.07         | 50.93        | 14.46        | 41.24        | 4.70         | 63.80        | 4:25.98      | 8035   |
| 22                 | Vitaliy Kolpakov       | Ukraine          | 11.15        | 7.53         | 14.33        | 2.07         | 48.12        | 14.30        | 45.66        | 4.80         | 53.58        | 5:05.41      | 8025   |
| 23                 | Rojs Piziks            | Lettonie         | 11.40        | 6.86         | 14.60        | 2.16         | 51.48        | 15.20        | 45.90        | 5.00         | 58.40        | 4:30.88      | 7994   |
| 24                 | Doug Pirini            | Nouvelle-Zélande | 10.89        | 7.33         | 14.75        | 1.89         | 48.56        | 14.88        | 45.34        | 4.60         | 58.02        | 4:39.09      | 7961   |
| 25                 | Eugenio Balanque       | Cuba             | 10.71        | 6.36         | 14.11        | 1.89         | 47.46        | 14.07        | 41.64        | 4.70         | 59.92        | 4:38.97      | 7873   |
| 26                 | Raúl Duany             | Cuba             | 11.20        | 7.30         | 13.78        | 2.07         | 50.50        | 14.84        | 38.56        | 4.40         | 62.86        | 4:35.59      | 7802   |
| 27                 | Zsolt Kürtösi          | Hongrie          | 11.09        | 7.05         | 14.29        | 2.01         | 50.43        | 14.64        | 43.22        | 4.60         | 54.80        | 4:43.21      | 7755   |
| 28                 | Philipp Huber          | Suisse           | 11.06        | 7.15         | 13.34        | 1.86         | 48.72        | 15.08        | 43.42        | 4.60         | 51.96        | 4:18.15      | 7743   |
| 29                 | Alper Kasapoglu        | Turquie          | 11.07        | 7.22         | 12.89        | 1.92         | 49.61        | 14.55        | 40.64        | 4.80         | 45.24        | 4:38.69      | 7575   |
| 30                 | Beniamino Poserina     | Italie           | 11.05        | 6.89         | —            | 1.98         | 49.52        | 14.68        | 43.42        | 4.80         | 56.78        | 4:58.28      | 7013   |
| 31                 | Nikolay Afanasyev      | Russie           | 11.44        | 6.74         | 13.38        | 1.98         | 50.83        | 14.79        | 43.08        | —            | 55.12        | 4:41.00      | 6711   |
|                    |                        |                  |              |              |              |              |              |              |              |              |              |              |        |
| —                  | Indrek Kaseorg         | Estonie          | 11.40        | 7.26         | 13.11        | 2.07         | 49.03        | 14.53        | 39.46        | —            | —            | —            | DNF    |
| —                  | Lev Lobodin            | Ukraine          | 10.85        | 7.35         | 15.57        | 1.95         | 48.96        | —            | —            | —            | —            | —            | DNF    |
| —                  | Oleg Veretelnikov      | Ouzbékistan      | 11.06        | 7.24         | 12.66        | 1.95         | 49.65        | —            | —            | —            | —            | —            | DNF    |
| —                  | Scott Ferrier          | Australie        | 11.26        | 6.61         | 12.57        | —            | —            | —            | —            | —            | —            | —            | DNF    |
| —                  | Victor Houston         | Barbade          | 10.76        | 7.53         | 11.97        | —            | —            | —            | —            | —            | —            | —            | DNF    |
| —                  | Peter Winter           | Australie        | 10.85        | —            | 13.43        | —            | —            | —            | —            | —            | —            | —            | DNF    |
| —                  | Alex Kruger            | Grande-Bretagne  | 11.38        | 6.55         | —            | —            | —            | —            | —            | —            | —            | —            | DNF    |
| —                  | Andrei Nazarov         | Estonie          | 11.04        | —            | —            | —            | —            | —            | —            | —            | —            | —            | DNF    |
| —                  | Dezső Szabó            | Hongrie          | 10.94        | —            | —            | —            | —            | —            | —            | —            | —            | —            | DNF    |

## Légende
Records et Performances
- AR : Record continental (area record)
- CR : Record des championnats (championship record)
- MR : Record du meeting (meet record)
- NR : Record national (national record)
- OR : Record olympique (olympic record)
- PR : Record paralympique (paralympic record)
- PB : Record personnel (personal best)
- SB : Meilleure performance personnelle de la saison (season's best)
- WL : Meilleure performance mondiale de l'année (world leader)
- WJR : Record du monde junior (world junior record)
- WR : Record du monde (world record)

Circonstances et Conditions
- DNF : N'a pas terminé (did not finish)
- DNS : N'a pas pris le départ (did not start)
- DQ : Disqualification (disqualification)
- NM : Aucun essai valable enregistré (No Mark)
- Q : Qualifié « directement » au prochain tour (ou à la prochaine compétition), lors d'une compétition majeure, grâce au classement ou à la réalisation des minima (automatic qualifier)
- q : Qualifié au prochain tour (ou à la prochaine compétition), lors d'une compétition majeure, grâce au repêchage ou à la réalisation de l'une des meilleures performances parmi celles des « non qualifiés directement » (grâce au meilleur temps ou à la meilleure distance par exemple) (secondary qualifier)